# 벤티우

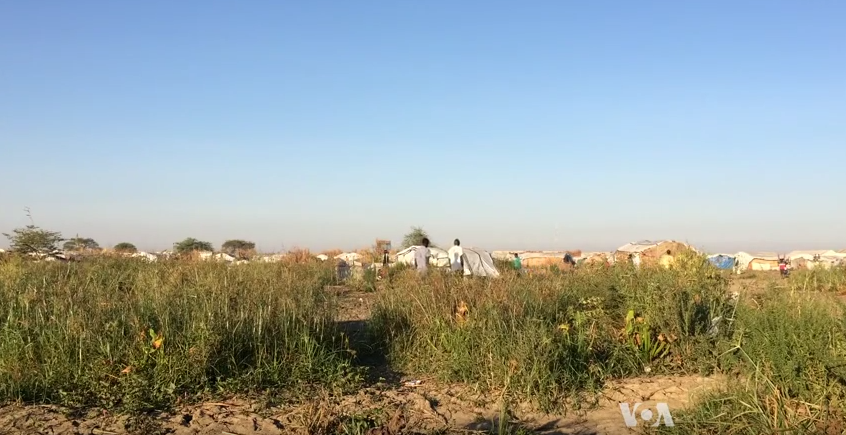

벤티우(Bentiu)는 남수단 북부 에콰토리아 지방의 도시로 북리에치 주(행정 구역 개편 이전에는 유니티 주)의 주도이며 높이는 347m, 인구는 6,508명(2010년 기준)이다. 남수단의 수도인 주바에서 북서쪽으로 약 654km 정도 떨어진 곳에 위치하며 수단 국경과 가까운 편이다.

## 같이 보기
- 상나일 지방